# VK UP Olomouc
VK UP Olomouc is een volleybalclub voor vrouwen uit de Tsjechische stad Olomouc. De club werd in 1953 opgericht als de volleybalafdeling voor vrouwen van Slávia VŠ Olomouc, de sportvereniging voor studenten van de Palacký-Universiteit. VK UP Olomouc komt uit in de Česká volejbalová extraliga žen en speelt haar thuiswedstrijden in de Sportovní hala UP.

## Naamsveranderingen
- 1953 – Slávia VŠ Olomouc (Slávia Vysoká škola Olomouc)
- ? – SK UP Olomouc (Sportovní klub Univerzity Palackého Olomouc)
- ? – VK UP Olomouc (Volejbalový klub Univerzity Palackého Olomouc)

## Erelijst
| Nationaal sinds 1993                     |    |                                    |
| Kampioen Česká volejbalová extraliga žen | 5× | 1993, 1994, 1995, 1996, 2019       |
| Winnaar Česká volejbalová pohár žen      | 6× | 1994, 1995, 2017, 2019, 2020, 2021 |
| Finalist Česká volejbalová pohár žen     | 4× | 2009, 2011, 2012, 2018             |